# Gal (plantkunde)

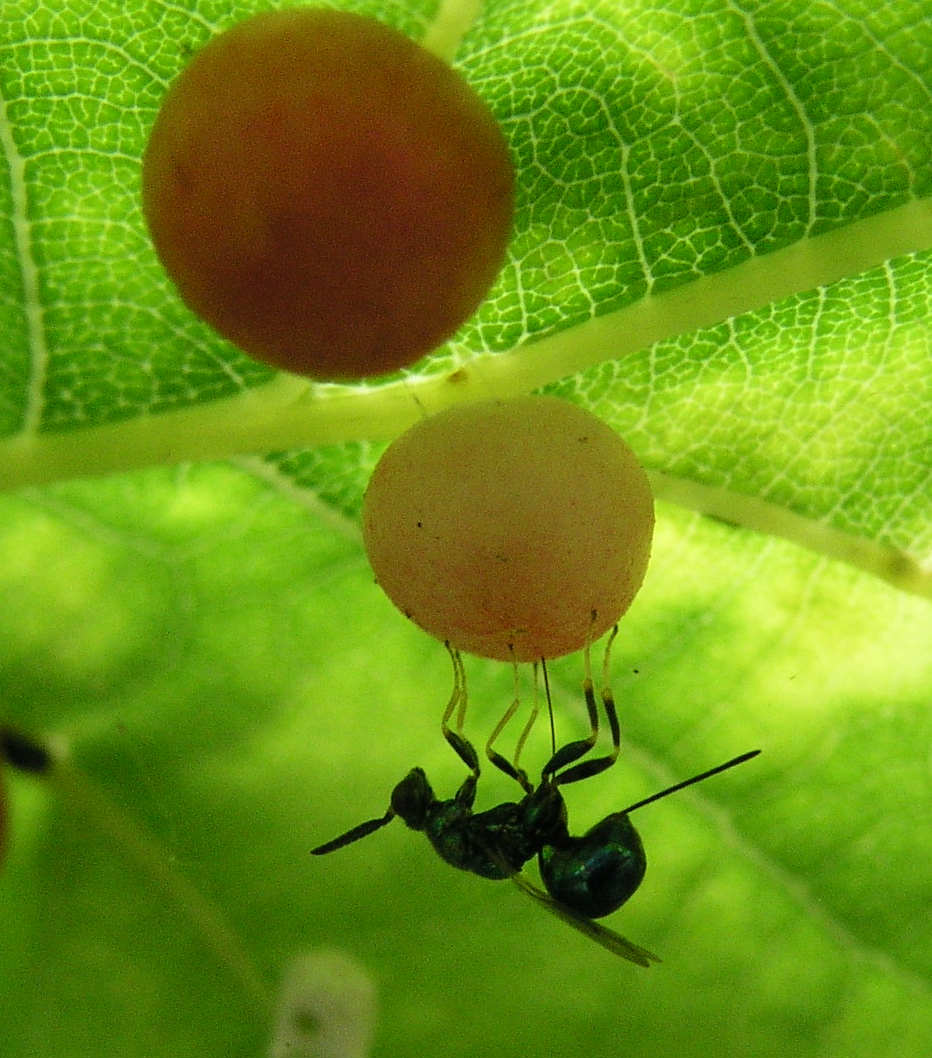
Een voorbeeld van hyperparasitisme: een sluipwesp legt een ei in de larve die zich in deze gal op een eikenblad bevindt.

Een (planten-) gal is de plaatselijke woekering van beschadigd weefsel van een plant, bijvoorbeeld van een blad. Een dergelijke woekering wordt veroorzaakt door een parasiet of symbiont, meestal een insect, dat zijn eieren in de plant legt. Het gaat daarbij met name om de galwesp, de galmug, gewone vijgenwesp, de vlieg, bladluis en de galmijt. De gal, waarvan de vorm specifiek is voor iedere soort parasiet, dient als behuizing en voedsel voor de larve. Er bestaan ook gallen die door schimmels worden veroorzaakt. De tak van de biologie die zich met gallen bezighoudt wordt cecidologie genoemd.  De algemeenste en best onderzochte soort galwesp is de Cynips quercusfolii, die de bekende galappels veroorzaakt.
Naargelang zijn specifieke vorm spreekt men van een beursgal zoals op ereprijs, blaasgal bijvoorbeeld op de els, buidelgal op de iep, hoorngal, knobbelgal of spiraalgal - bijvoorbeeld  op de Italiaanse populier.
Talloze soorten insecten zijn in staat om een gal op een plant te induceren. Daarnaast zijn er veel insecten die op de in de gal groeiende larven parasiteren, door hun ei in de larve binnen in de gal te leggen. Het insect dat uit een gal komt, is dus niet per se de veroorzaker van die gal.
Er zijn gallen bekend van stengels, bladeren, en bloemen. Men spreekt van achtereenvolgens bladgal, bloemgal, knopgal, meeldraadgal, schorsgal, stengelgal en wortelgal. Gallen hebben lang niet allemaal de karakteristieke bolvorm van de bekende inktgallen op eikenbladeren. Bij de gewone zomereik, een populaire plant voor galvormende insecten, zijn tientallen soorten gallen aangetroffen.

## Inkt
Uit de galappels van eikenbladeren werd in het verleden inkt gemaakt, door toevoeging van ijzer(II)sulfaat. Deze techniek was al bekend in de Romeinse tijd. De galappels bevatten veel looizuur dat een chemische binding aangaat met ijzer(II)sulfaat. De ontstane chemische verbinding is in het begin kleurloos, maar wordt zwart door blootstelling aan zuurstof, die leidt tot de oxidatie tot ijzer(III)sulfaat. In oude inkten werd daarom een extra kleurstof toegevoegd, een extract van blauwhout, zodat tijdens het schrijven de letters ook leesbaar waren. Deze kleurstof is niet lichtecht en verdwijnt op den duur.
Gallusinkt is zuur en tast op termijn het papier aan. Dit verschijnsel wordt inktvraat genoemd, die vooral ernstig is als er dik met inkt geschreven is. Bovendien verkleurt de inkt na verloop van eeuwen tot bruin.

## Fotogalerij

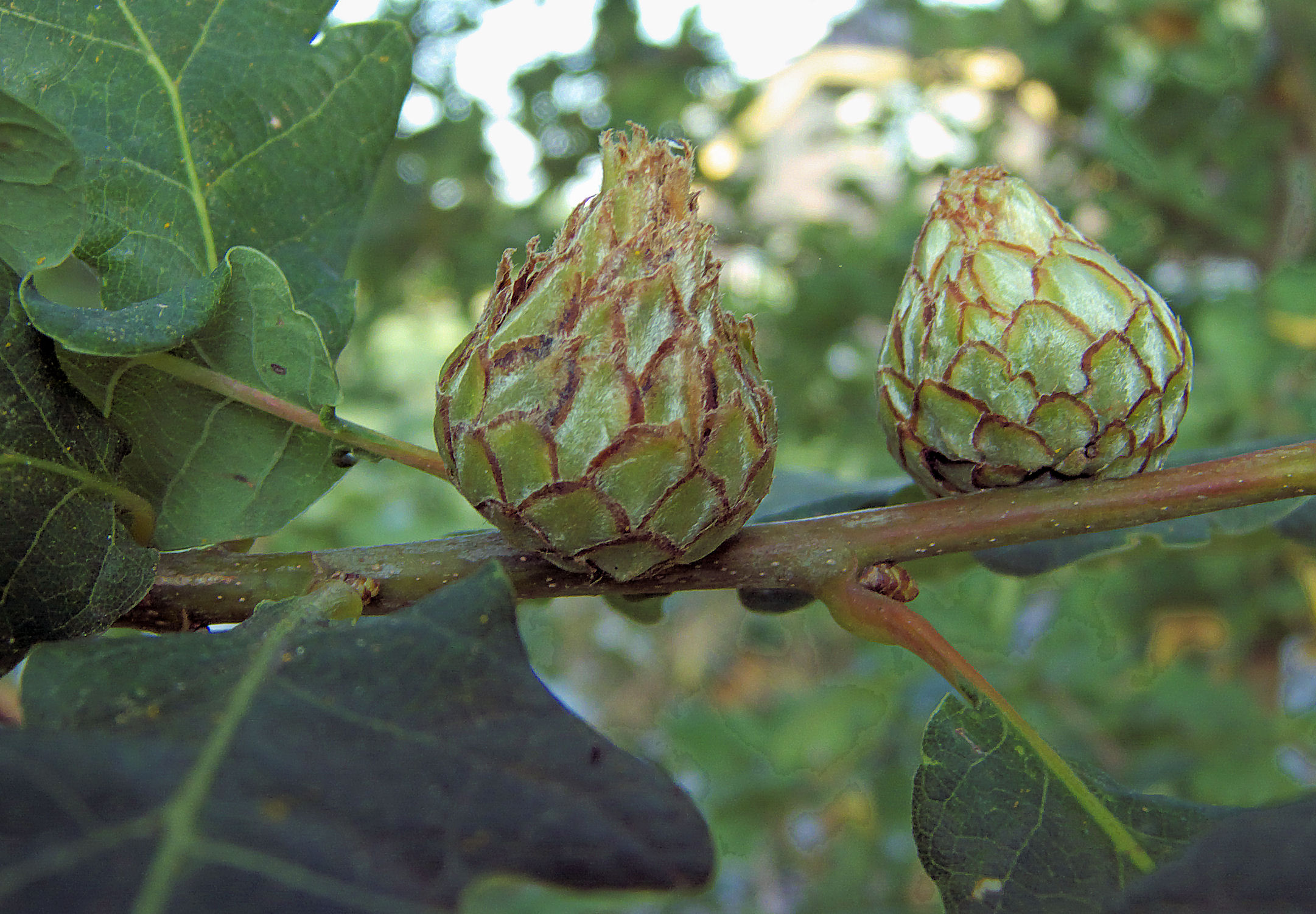
Ananasgal van galwesp Andricus foecundatrix op zomereik
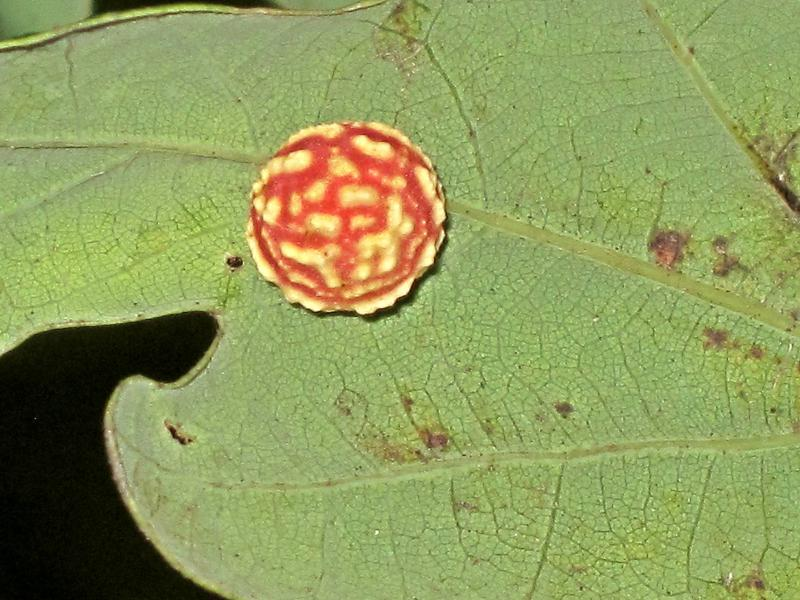
Eikenstuitergal van galwesp Cynips longiventris op zomereik
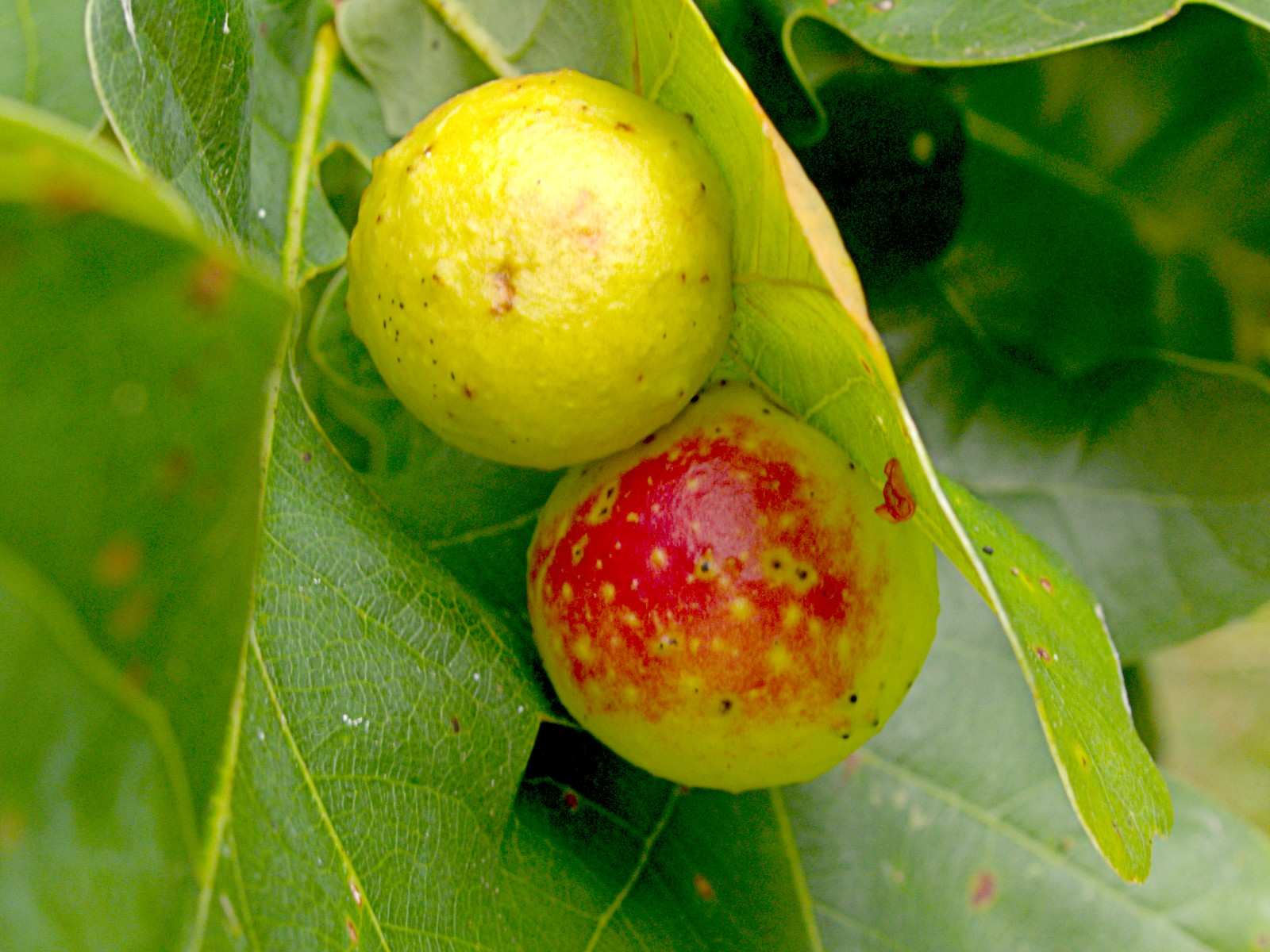
Galappels van galwesp Cynips quercusfolii
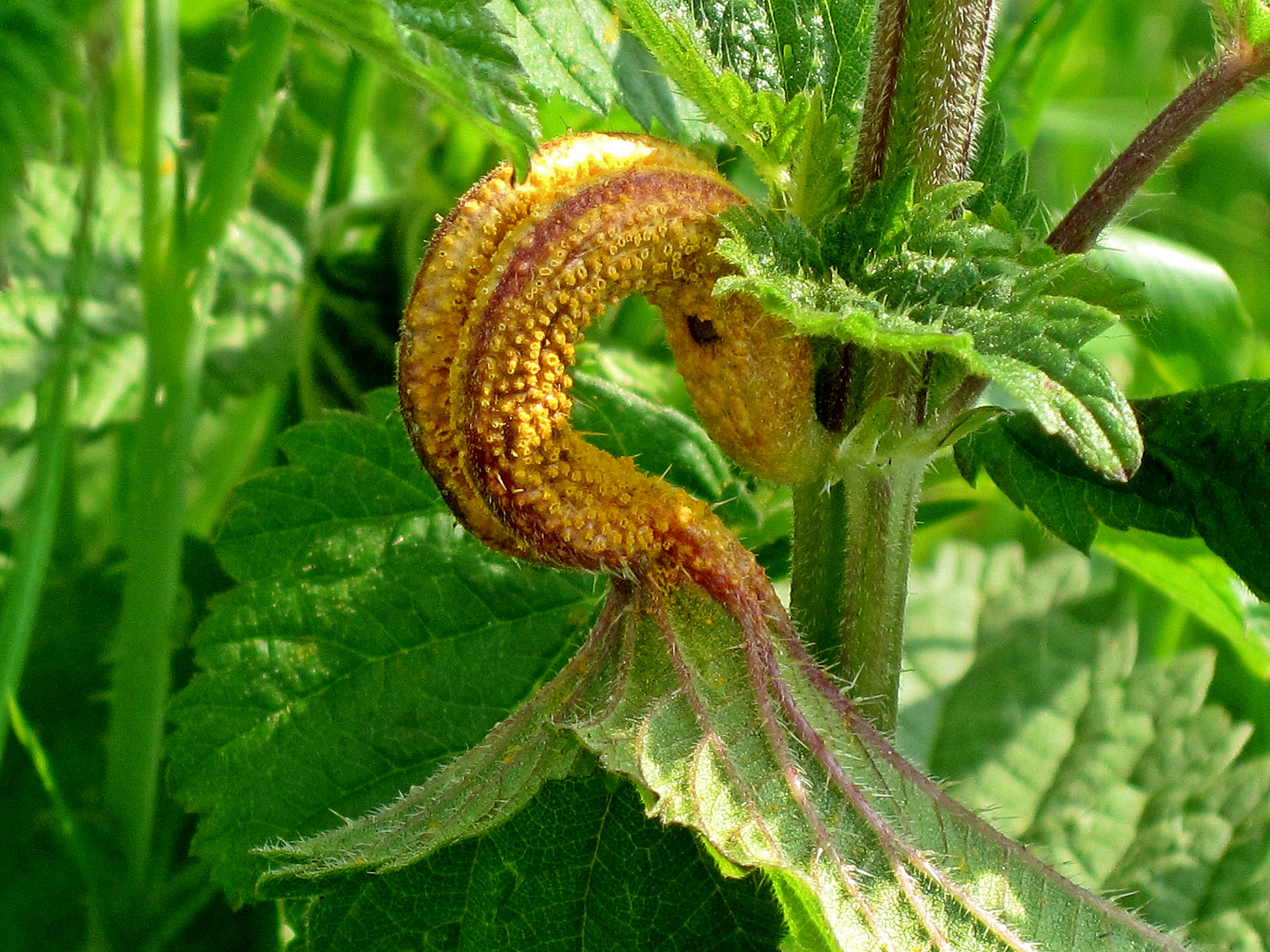
Brandnetelroest gal van de schimmel Puccinia urticata
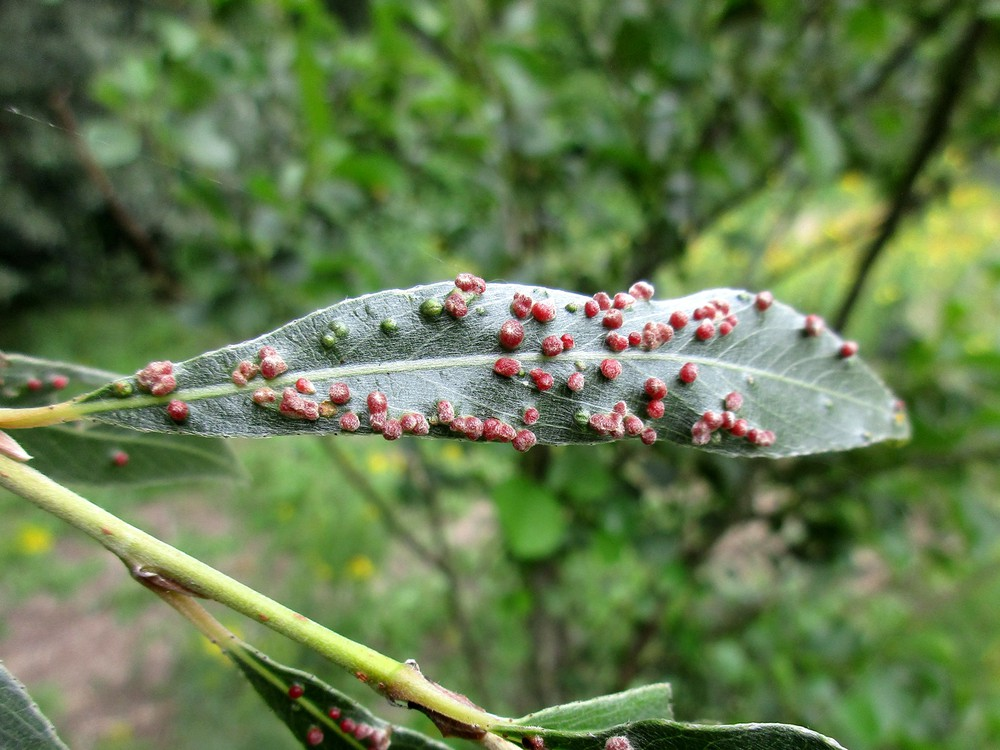
Schietwilgwratmijt gal van galmijt Aculus tetanothrix
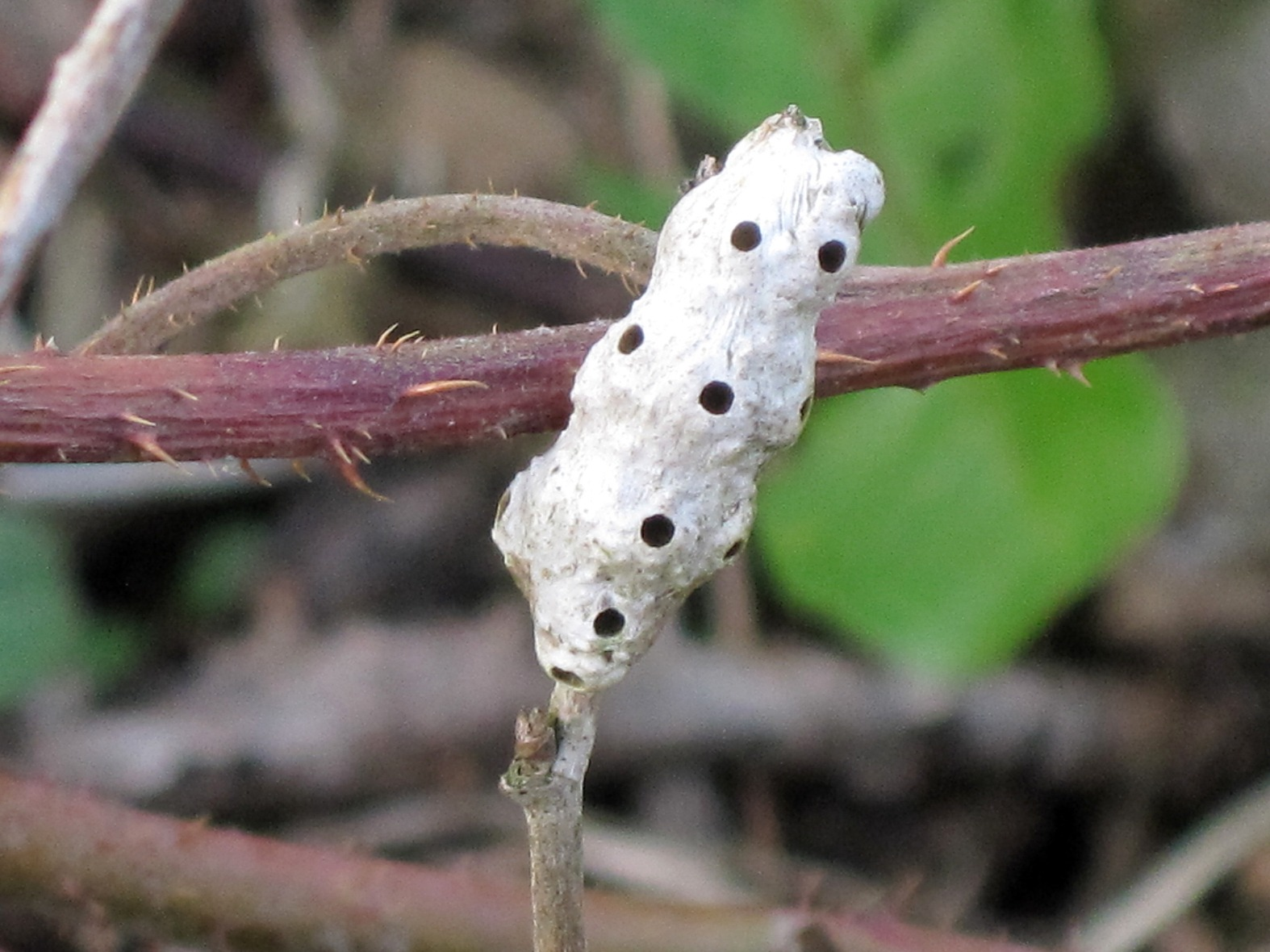
Gal veroorzaakt door bramentakgalwesp Diastrophus rubi
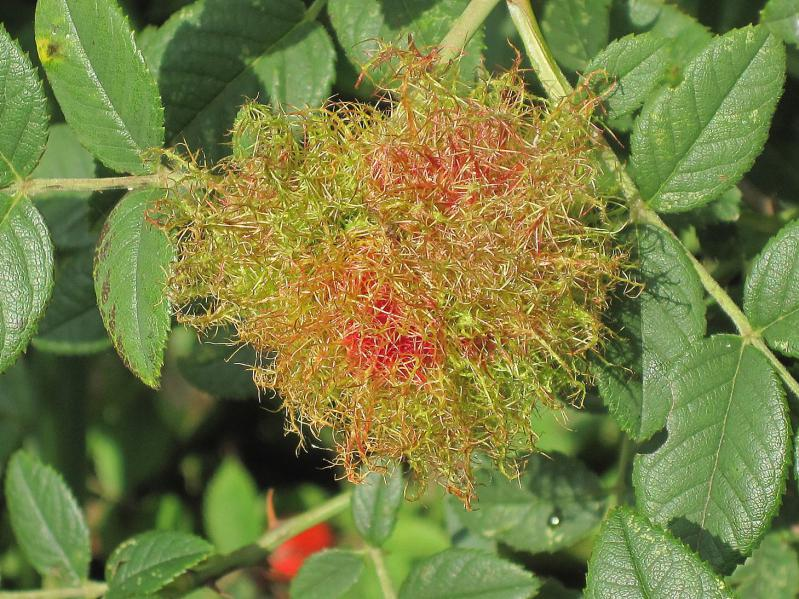
Gal veroorzaakt door rozenmosgalwesp Diplolepis rosae
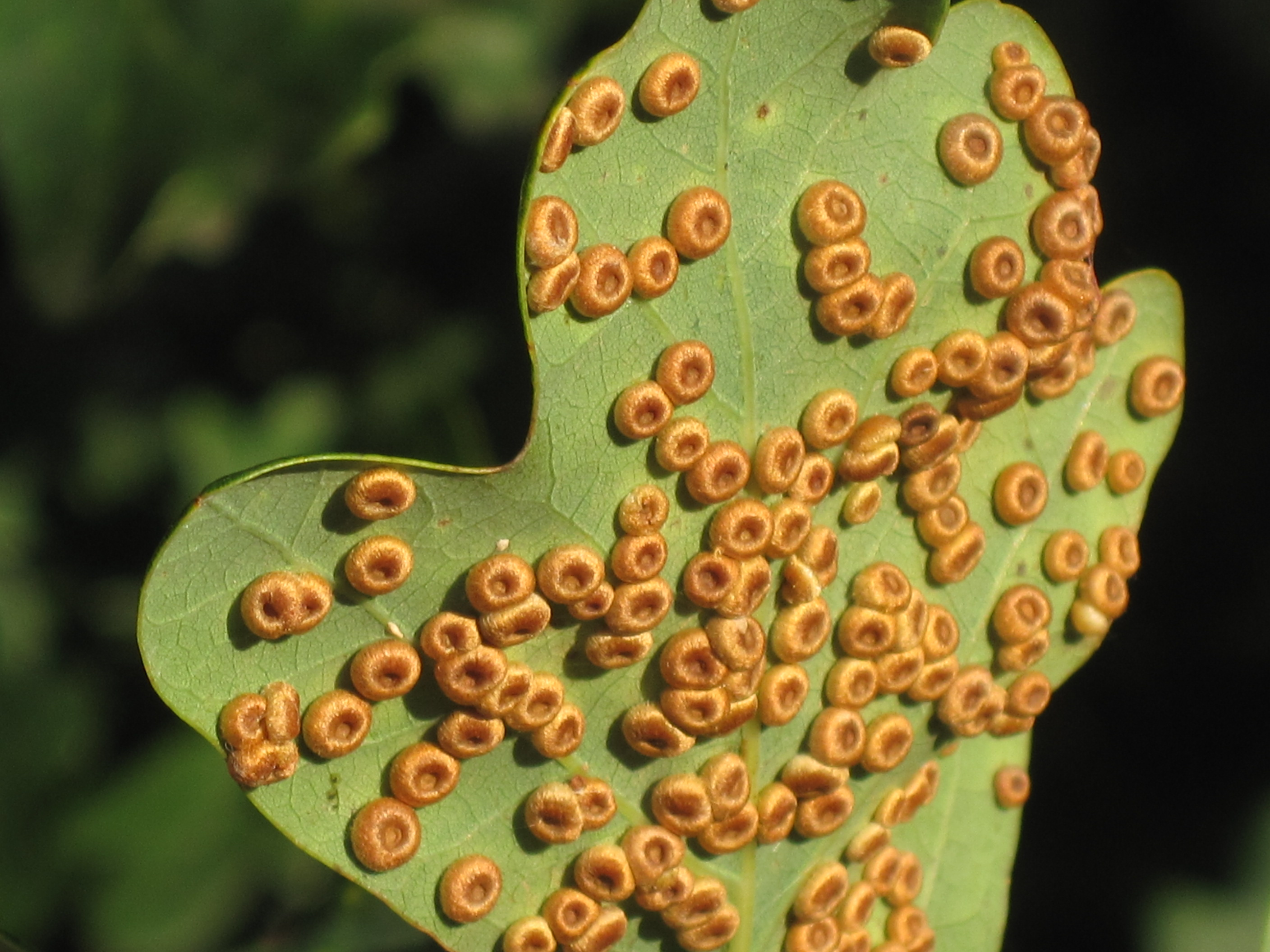
Satijnen knoopgal van galwesp Neuroterus numismalis
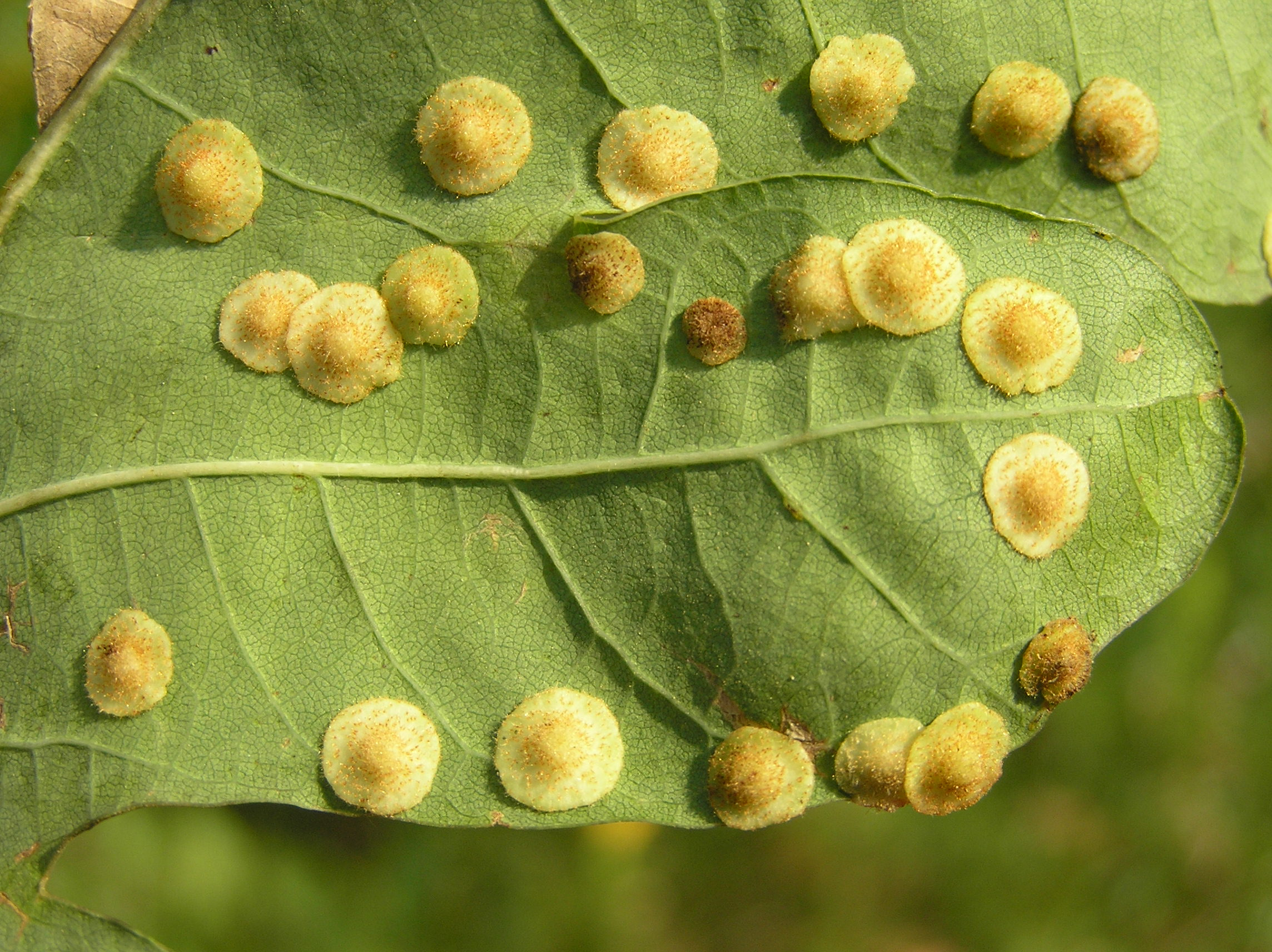
Lensgallen van galwesp Neuroterus quercusbaccarum
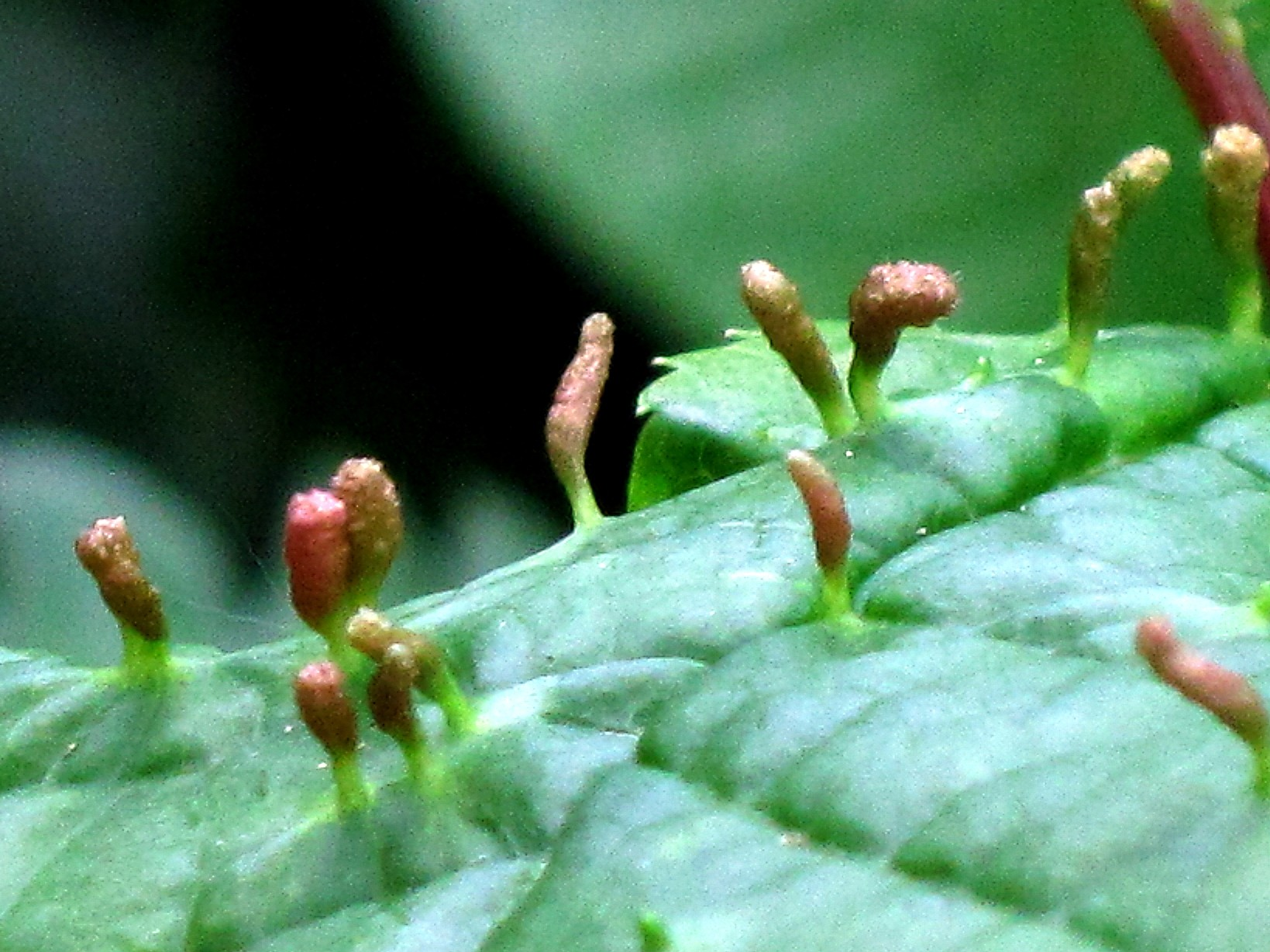
Gal van pruimenhoorntjesmijt Phyllocoptes eupadi
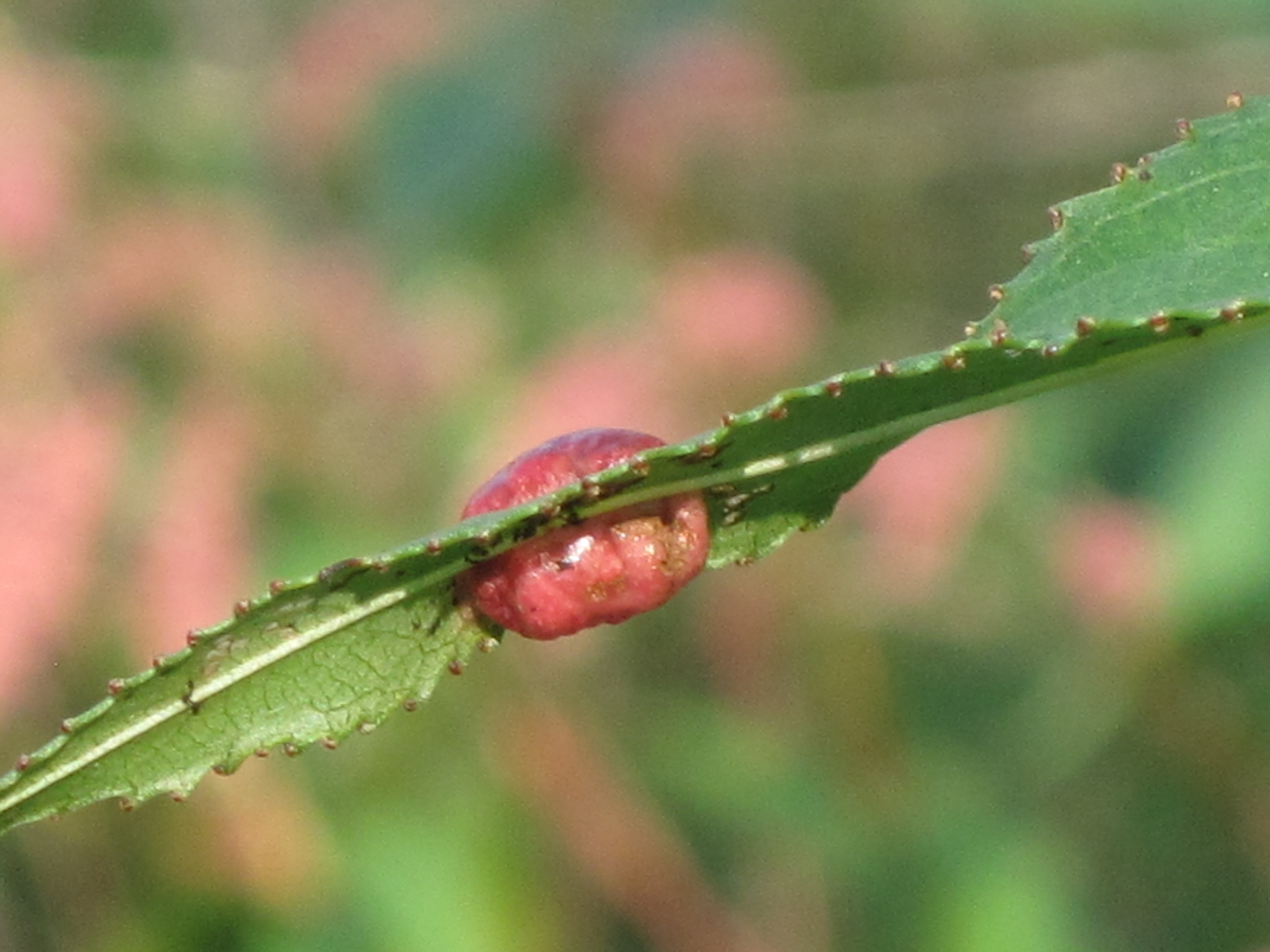
Gal van blaasgalbladwesp Pontania proxima
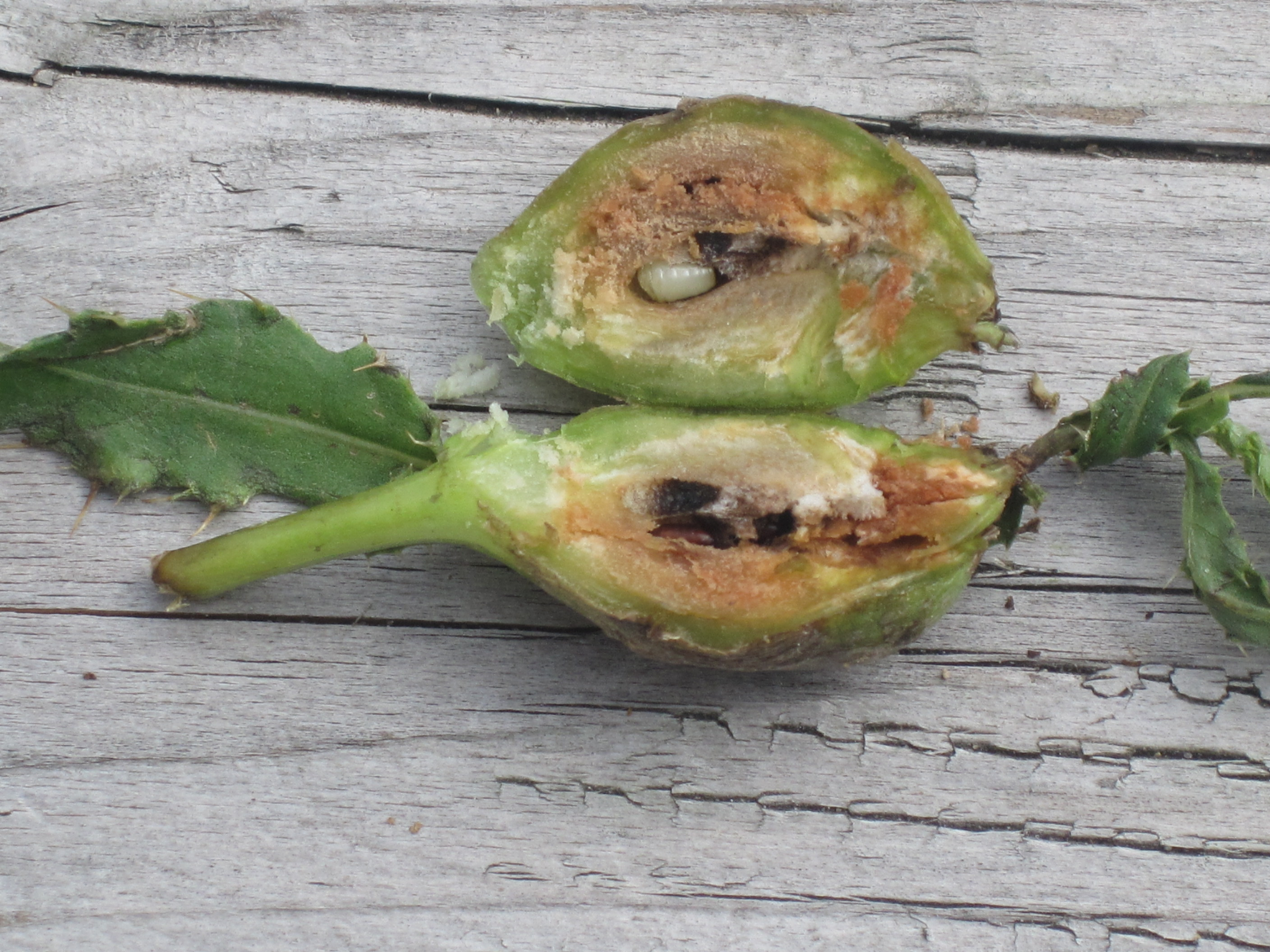
Gal van distelgalboorvlieg Urophora cardui
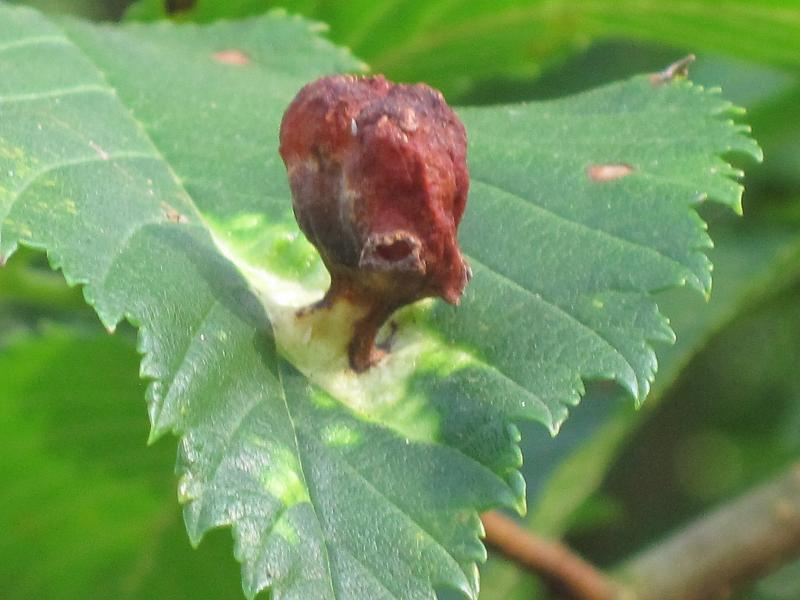
Gal van iep-gras luis Tetraneura ulmi
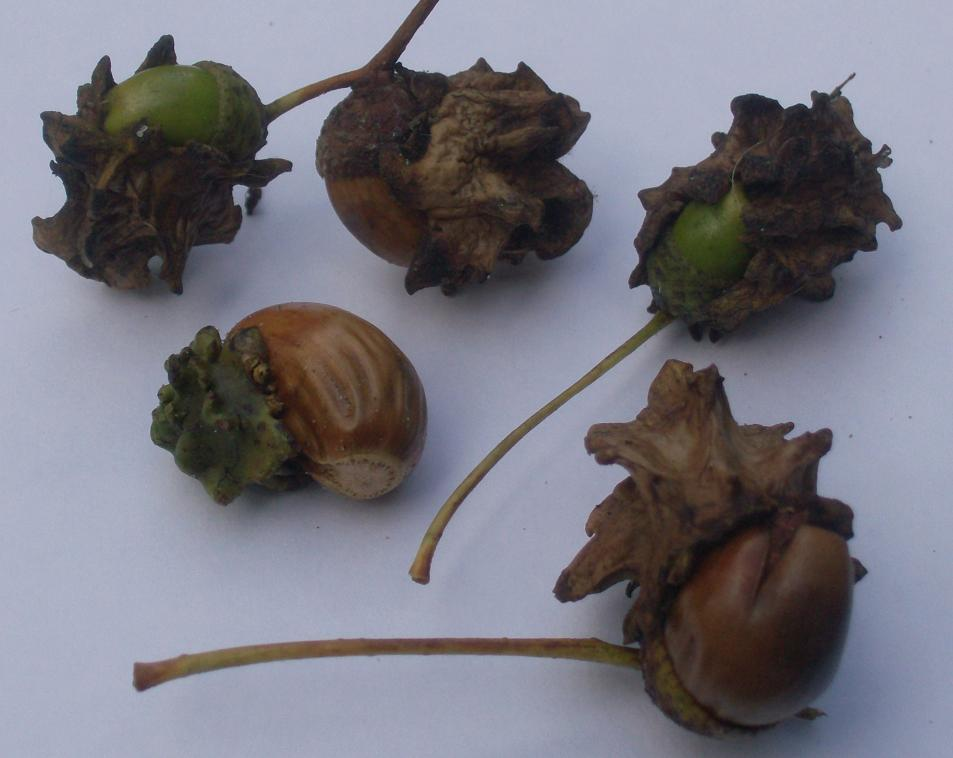
Knoppergal van de galwesp Andricus quercuscalicis op Quercus (eik)
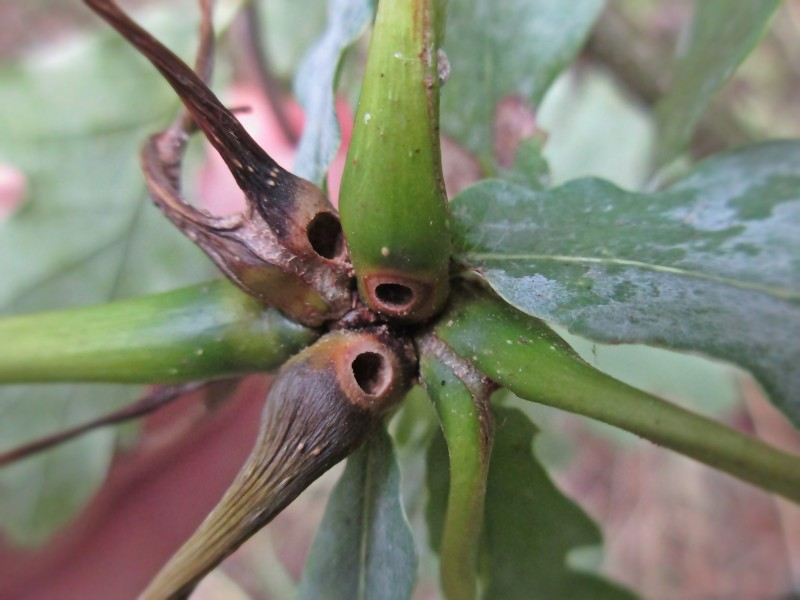
Ramshoorngal van de galwesp Andricus aries op Quercus
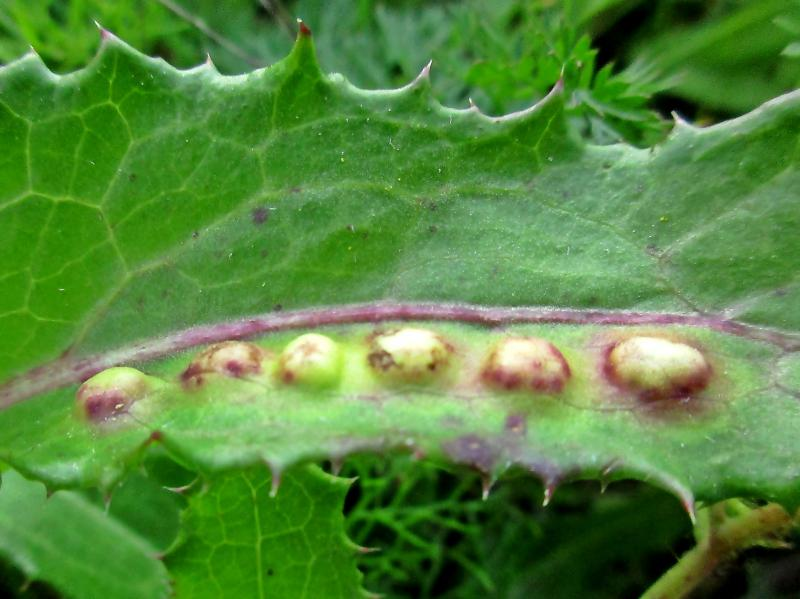
Melkdistelpokgal van de galmug Cystiphora sonchi op melkdistel
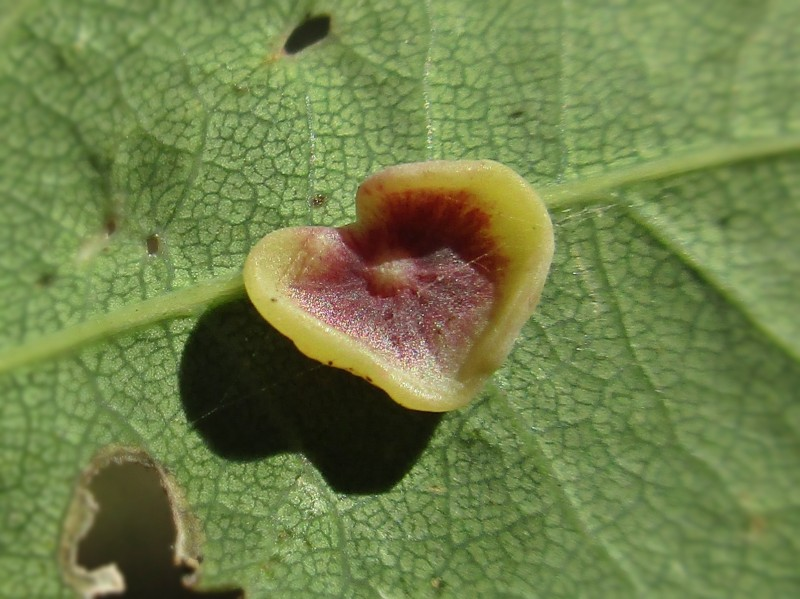
Plaatjesgal van de plaatjesgalwesp Neuroterus albipes op Quercus
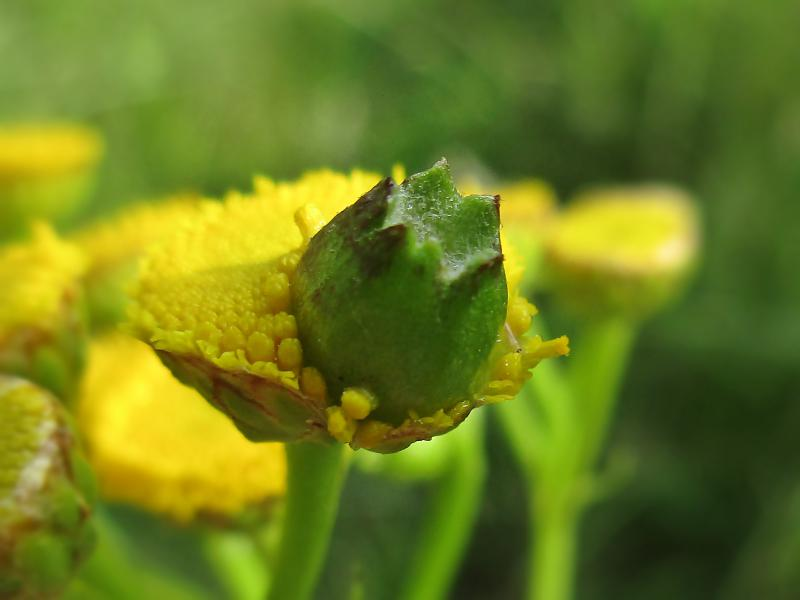
Gal van de gewone boerenwormkruidgalmug Rhopalomyia tanaceticola
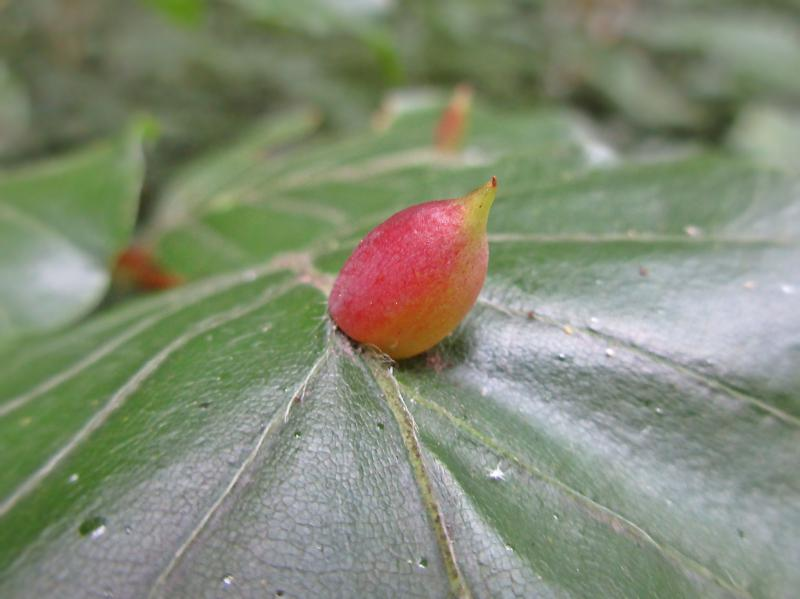
Gal van beukengalmug Mikiola fagi
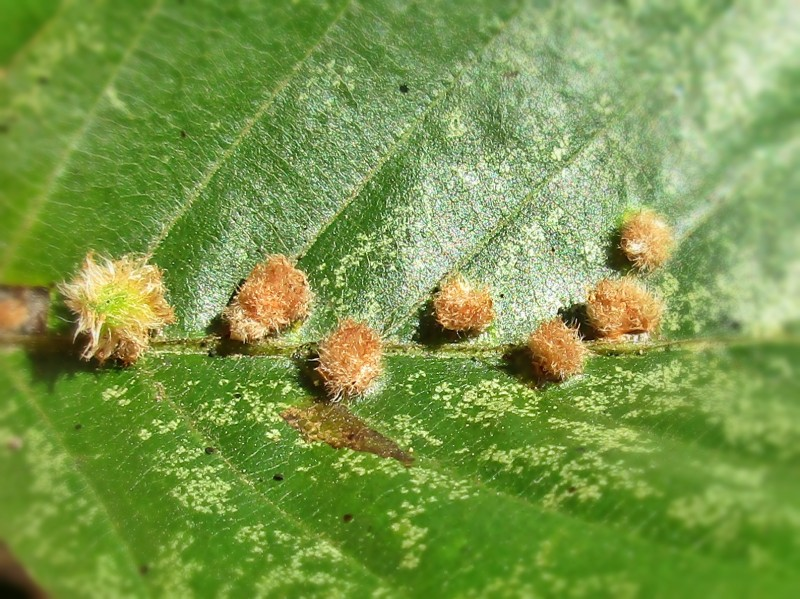
Gal van de beukenhaargalmug Hartigiola annulipes
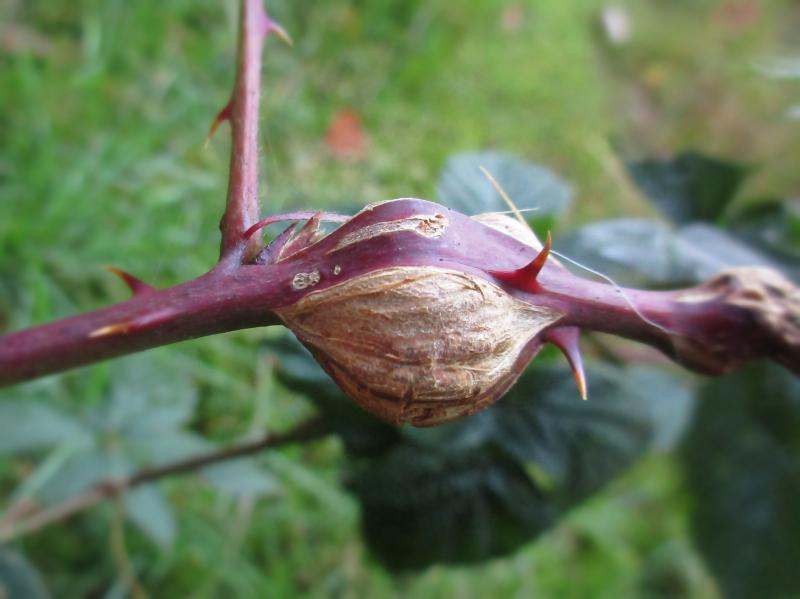
Gal van frambozentakgalmug Lasioptera rubi op braam
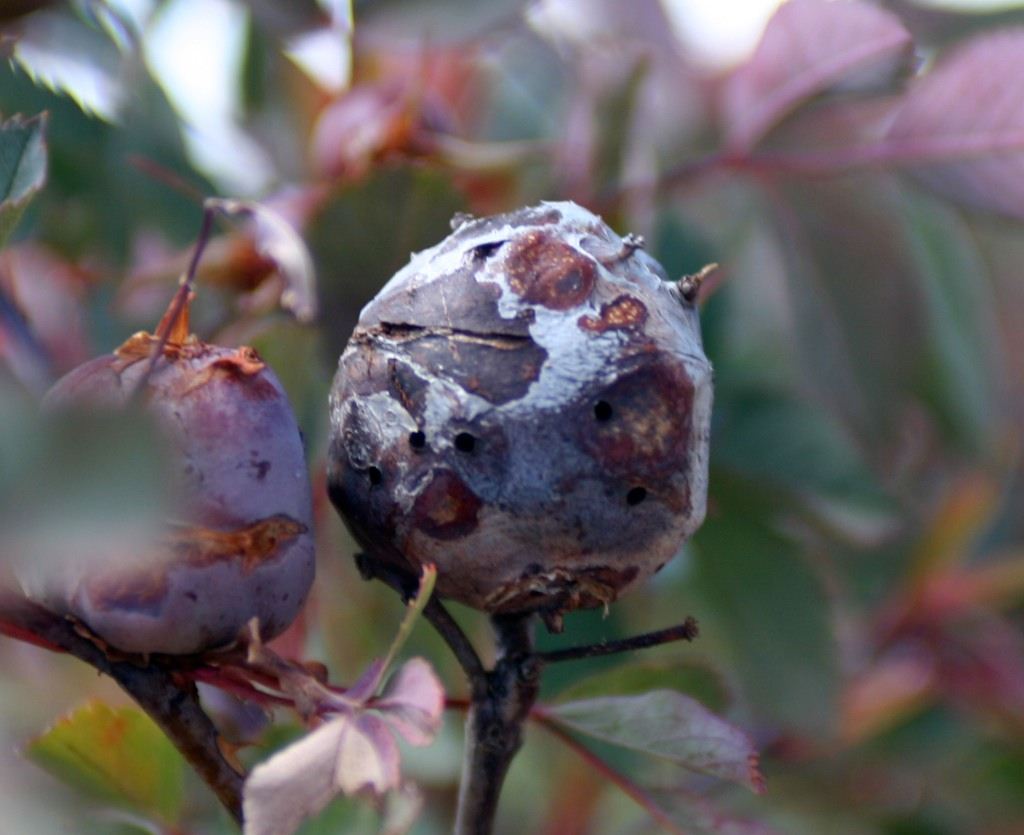
Gal op bergroos
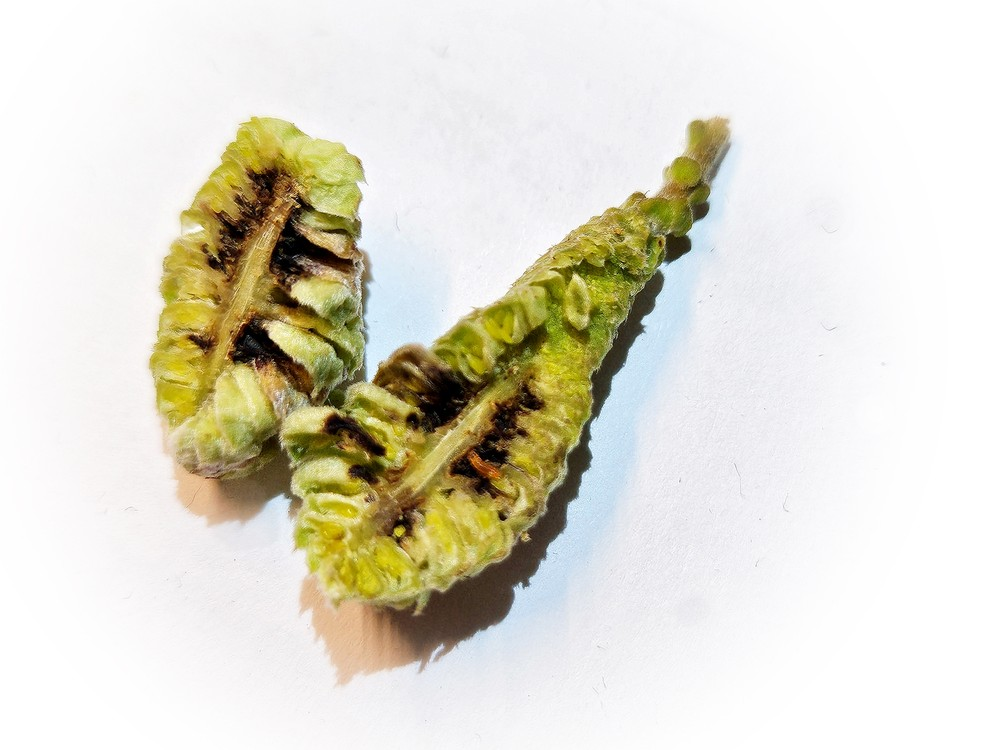
Gal van springende hazelaargalmug Contarinia coryli op hazelaar